# Robert Styles
Robert Styles (Waterlooville, 1964. április 11.–) angol nemzetközi labdarúgó-játékvezető. Teljes neve Robert Rob Styles. Polgári foglalkozása hivatásos játékvezető.	

## Pályafutása

### Nemzeti játékvezetés
A játékvezetésből 1987-ben vizsgázott, 1996-ban lett országos minősítésű, 2000-ben a Premier League játékvezetője. Az aktív nemzeti játékvezetéstől 2009-ben vonult vissza. Premier League mérkőzéseinek száma: 331.

#### Nemzeti kupamérkőzések
Vezetett Kupa-döntők száma: 1.

##### FA Kupa
| Időpont         | Helyszín                    | Mérkőzés típusa | Mérkőzés                        | Eredmény | Nézők száma |
| --------------- | --------------------------- | --------------- | ------------------------------- | -------- | ----------- |
| 2005. május 21. | Millennium Stadion, Cardiff | döntő           | Arsenal FC–Manchester United FC | 0 – 0    | 71 876      |

### Nemzetközi játékvezetés
Az Angol labdarúgó-szövetség Játékvezető Bizottsága (JB) terjesztette fel nemzetközi játékvezetőnek, a Nemzetközi Labdarúgó-szövetség (FIFA) 2002-től tartotta nyilván bírói keretében. Több nemzetek közötti válogatott és klubmérkőzést vezetett vagy működő társának partbíróként segített. Az angol nemzetközi játékvezetők rangsorában, a világbajnokság-Európa-bajnokság sorrendjében többedmagával a 31. helyet foglalja el 2 találkozó szolgálatával. Az aktív nemzetközi játékvezetéstől 2009-ben a FIFA 45 éves korhatárát elérve búcsúzott. Válogatott mérkőzéseinek száma: 9.

#### Világbajnokság
A világbajnoki döntőhöz vezető úton Németországba a XVIII., a 2006-os labdarúgó-világbajnokságra a FIFA JB bíróként alkalmazta.

##### Selejtező mérkőzés
| Időpont         | Helyszín                         | Mérkőzés típusa           | Mérkőzés            | Eredmény | Nézők száma |
| --------------- | -------------------------------- | ------------------------- | ------------------- | -------- | ----------- |
| 2005. június 8. | Josy Barthel Stadion, Luxembourg | előselejtező (3. csoport) | Luxemburg–Szlovákia | 0 – 4    | 2108        |

##### Európa-bajnokság
Az európai-labdarúgó torna döntőjéhez vezető úton Ausztriába és Svájcba a XIII., a 2008-as labdarúgó-Európa-bajnokságra az UEFA JB játékvezetőként foglalkoztatta.

##### Selejtező mérkőzés
| Időpont            | Helyszín             | Mérkőzés típusa           | Mérkőzés                 | Eredmény | Nézők száma |
| ------------------ | -------------------- | ------------------------- | ------------------------ | -------- | ----------- |
| 2007. november 21. | Népstadion, Budapest | előselejtező (C. csoport) | Magyarország–Görögország | 1 – 2    | 32 300      |

#### Nemzetközi kupamérkőzések

##### UEFA-kupa
| Időpont              | Helyszín                       | Mérkőzés típusa      | Mérkőzés                | Eredmény |
| -------------------- | ------------------------------ | -------------------- | ----------------------- | -------- |
| 2004. szeptember 30. | Mercedes-Benz Arena, Stuttgart | selejtező (első kör) | VfB Stuttgart–Újpest FC | 4 – 0    |